# Ponta Fernão Dias
A Ponta Fernão Dias é uma formação geológica costeira de São Tomé e Príncipe, localizado na ilha de São Tomé, a Norte da província de Lobata, este acidente geológico localiza-se entre a Micoló e a Ponta Cruzeiro.